# アローン・アゲイン (ギルバート・オサリバンのアルバム)
『アローン・アゲイン』(Alone Again) は、イギリスのシンガーソングライターであるギルバート・オサリヴァンの日本独自編集のベスト・アルバム。1986年に、キティからCDがリリースされた。

## 収録曲
1. アローン・アゲイン (Alone Again (Naturally))
2. ゲット・ダウン (Get Down)
3. ウー・ベイビー (Ooh, Baby)
4. ナッシング・ライムド (Nothing Rhymed)
5. イフ ・ユー・エヴァー (If You Ever)
6. ミス・マイ・ラヴ・トゥデイ (Miss My Love Today)
7. ハピネス (Happiness Is Me And You)
8. クレア (Clair)
9. ウー・ワカ・ドゥ・ワカ・デイ (Ooh Wakka Do Wakka Day)
10. ホワイ・オー・ホワイ (Why Oh Why Oh Why)
11. 愛のジェット便 (I Don't Love You But I Think I Like You)
12. ぼくの友だち（ア・フレンド・オブ・マイン） (A Friend of Mine)
13. フー・ウォズ・イット (Who Was It?)
14. オサリヴァンと愛のクリスマス (Christmas Song)